# 요쓰하마촌
요쓰하마촌(四ツ浜村)은 에히메현 니시우와군에 설치된 촌이다. 